# Akens steenkoolbekken

Het Akens steenkoolbekken met spoorlijnen en concessies, omstreeks 1937

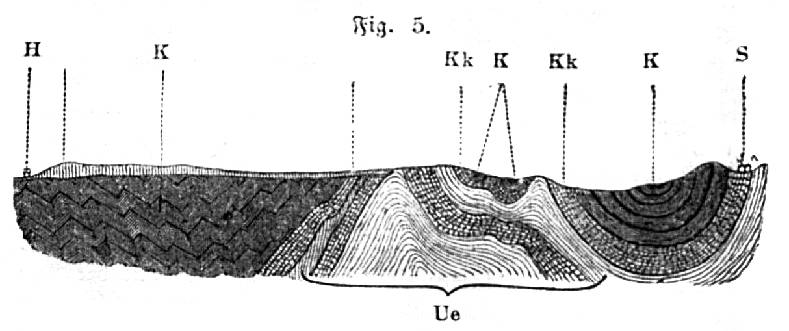
Geologisch profiel Herzogenrath-Stolberg

Fahrkunst: lift op waterkracht

Het Akens steenkoolbekken was een steenkoolmijnbouwgebied in de Duitse regio Aken, waar van de Middeleeuwen tot 1997 steenkool gewonnen werd.
Het gebied ligt ten oosten van het Nederlandse Zuid-Limburgs steenkoolbekken en sluit daar op aan. Het concessiegebied van de (Nederlandse) Domaniale mijn was zelfs grensoverschrijdend. Het Akens steenkoolbekken wordt onderverdeeld in het Indedistrict, het Wormdistrict en het Erkelenzdistrict.
Naast steenkool werd en wordt ook op grote schaal bruinkool gewonnen, terwijl er verder ertsvoorkomens (lood-, cadmium-, ijzer- en zinkerts) werden geëxploiteerd.

## Geologie
De steenkoolhoudende gesteenten van het Akens steenkoolbekken werden in het Carboon afgezet in een tropische omgeving van moerasbossen die regelmatig overstroomden. De Variscische plooiingsfase deformeerde de gesteenten in het gebied in synclines en anticlines die in het zuidoosten overgaan in overschuivingen. In de omgeving van Erkelenz zorgde een intrusief voor een extra inkoling tot antracietgraad. In het Krijt en Tertiair werd het gebied opnieuw bedekt met sedimenten. In het Tertiair ontstond de roerdalslenk die het midden van het gebied honderden meters deed inzakken langs NW-ZO lopende breuklijnen die nu nog steeds actief zijn: de Feldbiss, de Sandgewand en de Roerrandbreuk. Na de ijstijd sleten de Worm en de Inde diepe dalen uit waar de steenkool aan de oppervlakte komt.

## Geschiedenis
Opgravingen leerden dat de Kelten en de Romeinen in deze streek het gebruik van steenkool al kenden. De oudste schriftelijke vermelding in de annalen van de abdij van Rolduc aangaande steenkoolwinning stammen van 1113 en hebben betrekking op primitieve mijnbouw in het Wormdal in de buurt van de huidige grens in Nederland. In 1394 wordt melding gemaakt van de Koylberg zu Eschwylre (steenkoolmijn te Eschweiler).
In Eschweiler en het Wormdal werden in de zestiende en zeventiende eeuw met behulp van waterkracht ingenieuze waterpompen en liften gebouwd waarmee de steenkool op tientallen meters diepte kon worden ontgonnen. De Pumpenkunst en Fahrkunst bij de Neue Furth kreeg zelfs in 1818 bezoek van de keizers van Rusland en Oostenrijk toen zij in dat jaar op een conferentie in Aken waren.
Drie ondernemers hebben een grote stempel gedrukt op de ontwikkeling van het steenkoolbekken. Charles James Cockerill bracht Luikse expertise naar Eschweiler en moderniseerde de mijnbouw daar. Christine Englerth, de weduwe van een mijnondernemer, consolideerde de mijnbouw in het Inde- en Wormgebied, en was de stichter van de Eschweiler Bergwerks-Verein (EBV) de eerste mijnbouw-naamloze vennootschap in Duitsland. Ten slotte was Friedrich Honigmann degene die inzag dat aan de overzijde van de Roerdalslenk in Hückelhoven een voortzetting van de winbare steenkool kon worden gevonden.
De opbloei van de mijnbouw vond plaats tijdens de industriële revolutie toen de stoommachine diepbouw mogelijk maakte. In 1841 werd de spoorlijn van Keulen naar Aken, en in 1853 die van Aken naar Mönchengladbach geopend. Hiermee kon de steenkool naar een groot afzetgebied worden vervoerd. In de 19e eeuw openden vele mijnen, die in particuliere handen waren. Geleidelijk aan tendeerden deze naar concentratie, waarbij de EBV een belangrijke rol speelde. Daarnaast kwam in 1914 de Sophia-Jacobamijn te Hückelhoven in productie. In 1919 volgde de Carolus Magnusmijn in Übach-Palenberg en in 1921 de Carl Alexandermijn te Baesweiler, welke in 1965 in handen kwam van EBV. In het zuidelijke gedeelte van het Akens steenkooldistrict en de Sophia Jacobamijn werd antraciet en magerkool gewonnen. In het noordelijk gedeelte van het wormdistrict werd vetkool gewonnen. In het Akens district is in tegenstelling tot Luik en het Ruhrgebied geen ijzer- en staalindustrie ontstaan. In 1930 vond de grootste mijnramp in de regio plaats, in de Grube Anna in Alsdorf vonden 271 mijnwerkers de dood bij een ondergrondse mijngasontploffing.
Het Indedistrict wordt doorsneden door een grote breuk, de Sandgewand, die zeer watervoerend is en de grote vrees van de mijnwerkers in Eschweiler was. In de negentiende eeuw werd aan de noordoostzijde van deze breuk een aanvang gemaakt met ontginning van de diepere koollagen. Een geallieerd bombardement in 1944 zette deze mijn onder water en steenkoolmijnbouw is daarna nooit meer hervat in het Indedistrict
Vanaf de jaren 70 van de 20e eeuw werd ook noordelijker de ene mijn na de andere gesloten, de Sophia-Jacoba als laatste, in 1997. Een aantal gebouwen en vele terrils bleven bestaan als industrieel monument of natuur- en recreatiegebied. Sinds 2014 is bij de mijn Anna in Alsdorf een museum ingericht over het regionale mijnverleden en energie, genaamd Energeticon.

## Mijnen

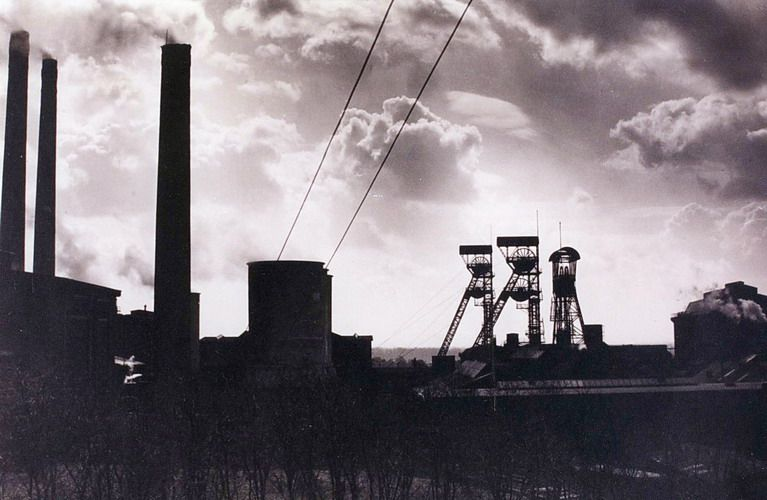
De Sophia-Jacoba in de jaren 50 van de 20e eeuw

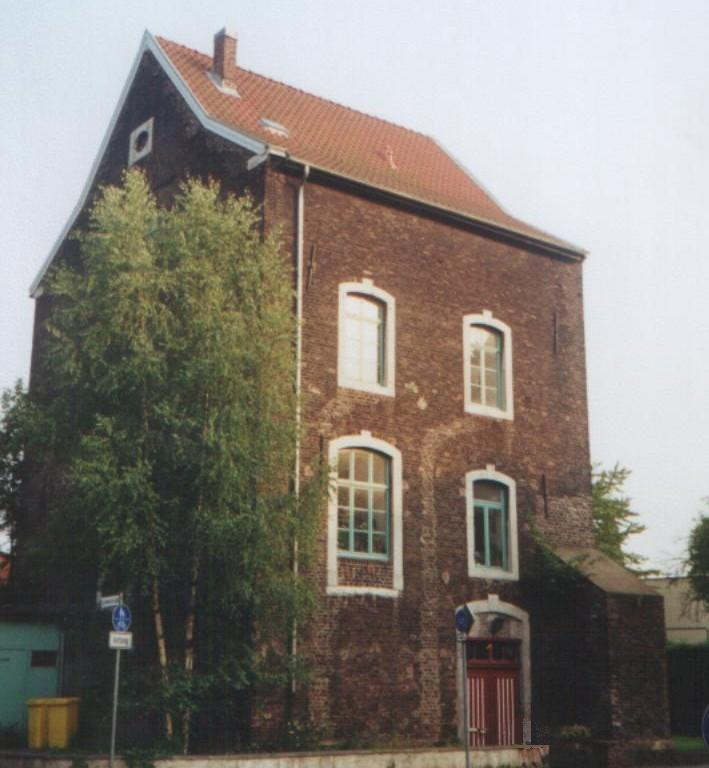
Stoommachinegebouw (Pumpenhaus) in Eschweiler uit 1794

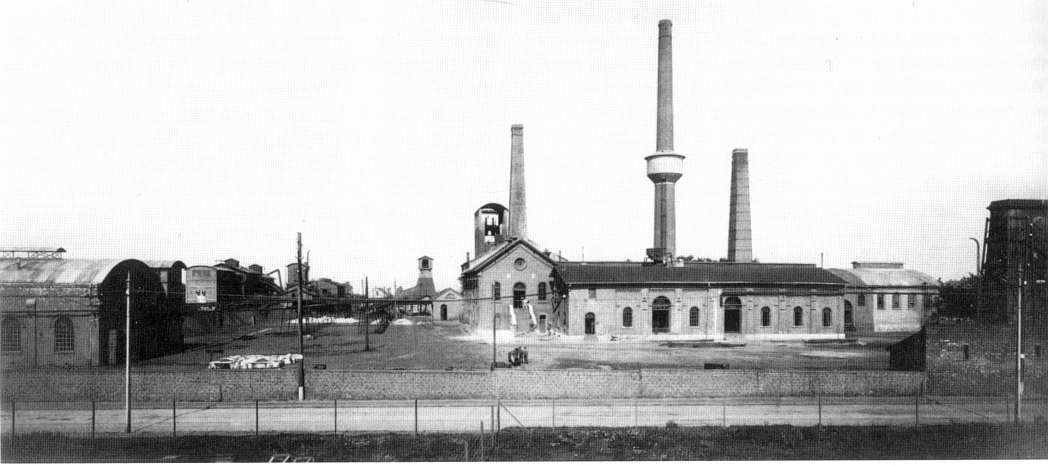
Laurwegmijn in Kohlscheid in 1909

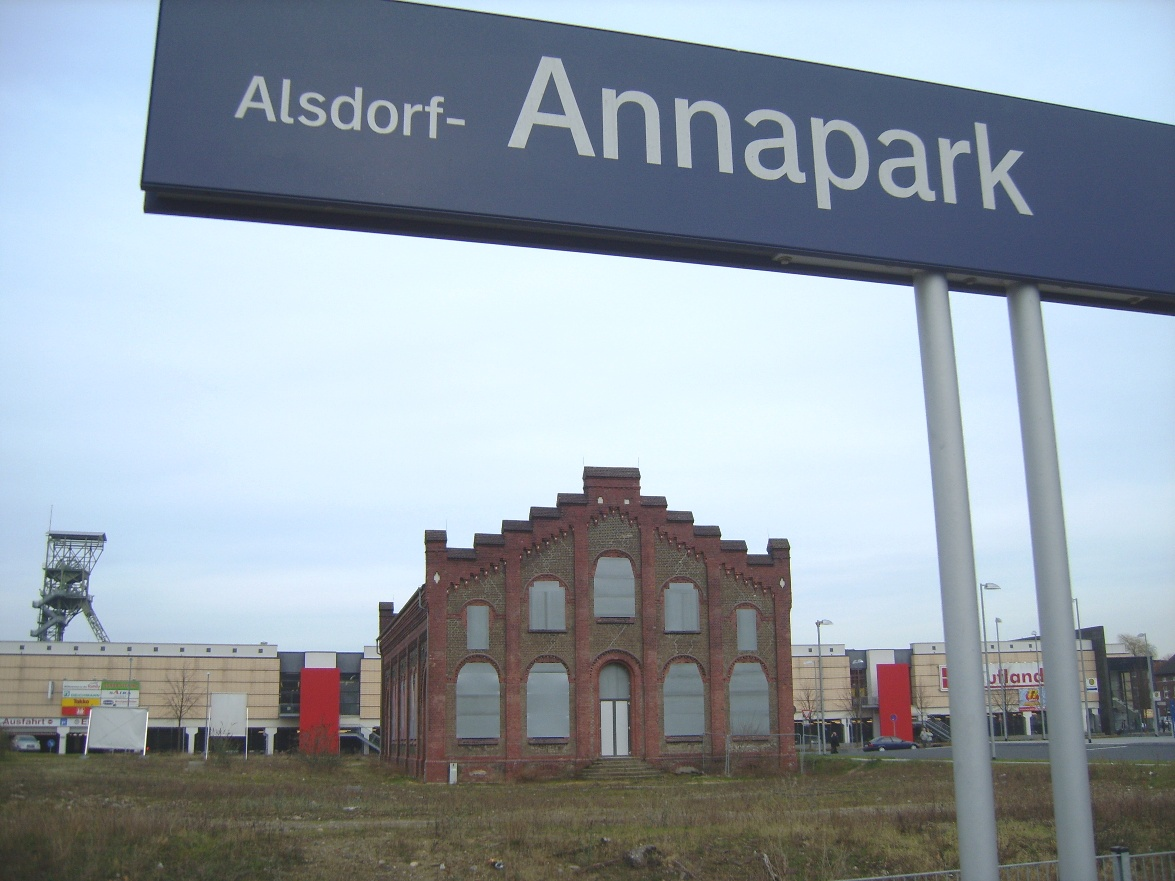
De Annamijn in Alsdorf is een museum geworden

Het Akens steenkoolbekken wordt onderscheiden in drie deelgebieden, en wel:
- Het Erkelenzdistrict rond Hückelhoven, met de Sophia-Jacoba als enige mijn. Dit is de enige mijn ten noorden van de Roerdalslenk, aansluitend aan de concessie van de nooit in productie genomen, Nederlandse Staatsmijn Beatrix.
  - Sophia-Jacobamijn te Hückelhoven (1914-1997)
  - Staatsmijn Beatrix te Herkenbosch concessie uitlopend op Duits grondgebied (aanleg stopgezet)
- Het Indedistrict aan de bovenloop van de rivier van de Inde, voornamelijk Eschweiler en omgeving. Hier zijn een tiental steenkoolmijnen geweest.
  - Grube Atsch te Eschweiler (-1870)
  - Grube Aue te Aue
  - Grube Birkengang te Birkengang (1803-1883)
  - Grube Centrum te Pumpe-Stich (1803-1883)
  - Grube Christine te Pumpe-Stich
  - Grube Ichenberg te Ichenberg (-1825)
  - Grube James te Münsterbusch (1825-1891)
  - Grube Propstei te Eschweiler (1701-1879)
  - Grube Reserve te Notberg (1856-1944)
  - Grube Weisweiler te Weisweiler
- Het Wormdistrict aan de bovenloop van de rivier de Worm, waar een 19-tal mijnen zijn geweest, waaronder:
  - Grube Adolf te Merkstein (1913-1972)
  - Grube Anna te Alsdorf (1854-1978)
  - Grube Karl Alexander te Baesweiler (1921-1975)
  - Grube Karl-Friedrich te Richterich (1903-1927)
  - Grube Carolus Magnus te Übach-Palenberg (1919-1962)
  - Grube Emil Mayrisch te Siersdorf (1938-1992)
  - Grube Gouley te Würselen (1599-1969)
  - Grube Teut te Würselen (1685-1904)
  - Grube Laurweg te Kohlscheid (1612-1955)
  - Grube Maria te Mariadorf (1848-1962)
  - Grube Nordstern te Busch (1880-1927)
  - Grube Voccart te Straß (1830-1932)
- Drie Nederlandse mijnen hadden grensoverschrijdende concessies in het Wormdistrict:
  - Domaniale Mijn in Kerkrade
  - Julia in Eygelshoven
  - Willem-Sophia in Spekholzerheide

## Overige delfstoffen
Het bruinkoolgebied te Eschweiler is het meest westelijk deel van het Rijnlands bruinkoolgebied.
Ook ertsen kwamen in dit gebied voor, er waren een viertal zinksmelters, ook koper en limoniet (een ijzererts) werden ontgonnen, terwijl diverse bedrijven bestaan hebben waar messing werd geproduceerd uit het voorhanden zijnde koper- en zinkerts.